# Acianthus caudatus
Lan phù du (danh pháp hai phần: Acianthus caudatus) là một loài thực vật có hoa trong họ Lan. Loài này được R.Br. mô tả khoa học đầu tiên năm 1810.